# Ollans
Ollans település Franciaországban, Doubs megyében. Lakosainak száma 40 fő (2022. január 1.). Ollans Maussans, Avilley, Cendrey és Larians-et-Munans községekkel határos.

## Népesség
A település népességének változása:
| Lakosok száma | 45   | 52   | 53   | 45   | 41   | 38   | 39   | 39   | 38   | 40   |
|               | 1968 | 1982 | 1990 | 2006 | 2013 | 2015 | 2017 | 2019 | 2020 | 2022 |